# Teuffenbach (Adelsgeschlecht)
Das Adelsgeschlecht derer von Teuffenbach (auch Teuffenpach, Teufenbach, Tiefenbach, Düefenbach) wurde zum niederösterreichischen landständischen Adel gezählt bzw. als „steiermärkischer Uradel aus gleichnamigen Stammhause bei Nieder-Wölz [Niederwölz]“ beschrieben. Nierwölz ist heute eine Gemeinde im heutigen Bezirk Murau in der Steiermark und liegt neben Teufenbach-Katsch, welche Teufenbach, Katsch an der Mur und Frojach als Ortschaften zusammenfasst. Der erste Hauptstamm Teuffenbach-Mairhofen (Teuffenbach-Mayrhofen) ist im Mannesstamm erloschen, der zweite Hauptstamm Teuffenbach-Teufenbach (Tiefenbach) besteht noch.

## Geschichte

### Ursprung und Besitztümer

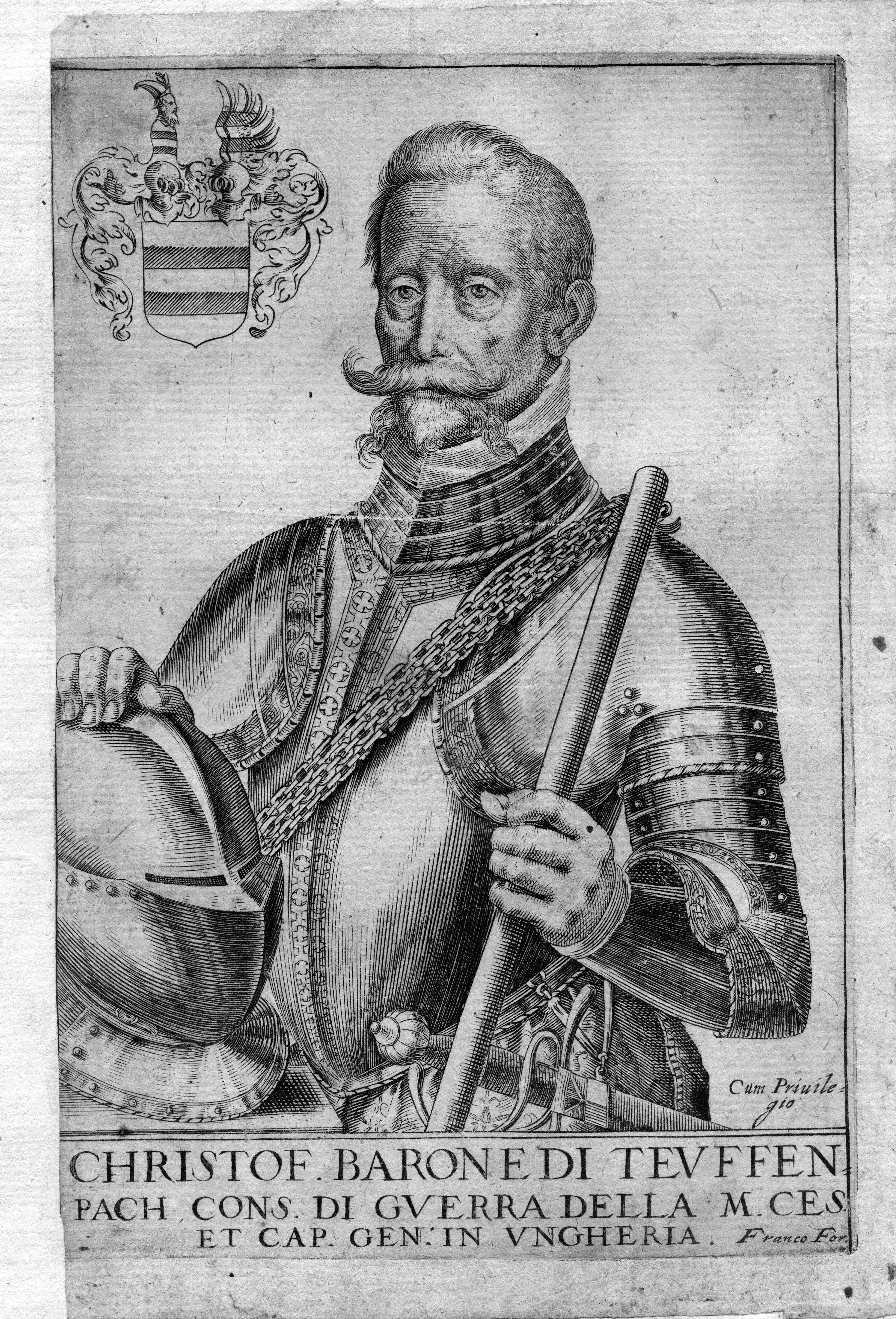
Darstellung des Christoph von Teuffenbach (Barone di Tevffenpach), im Hintergrund das freiherrliche Wappen derer von Teuffenbach

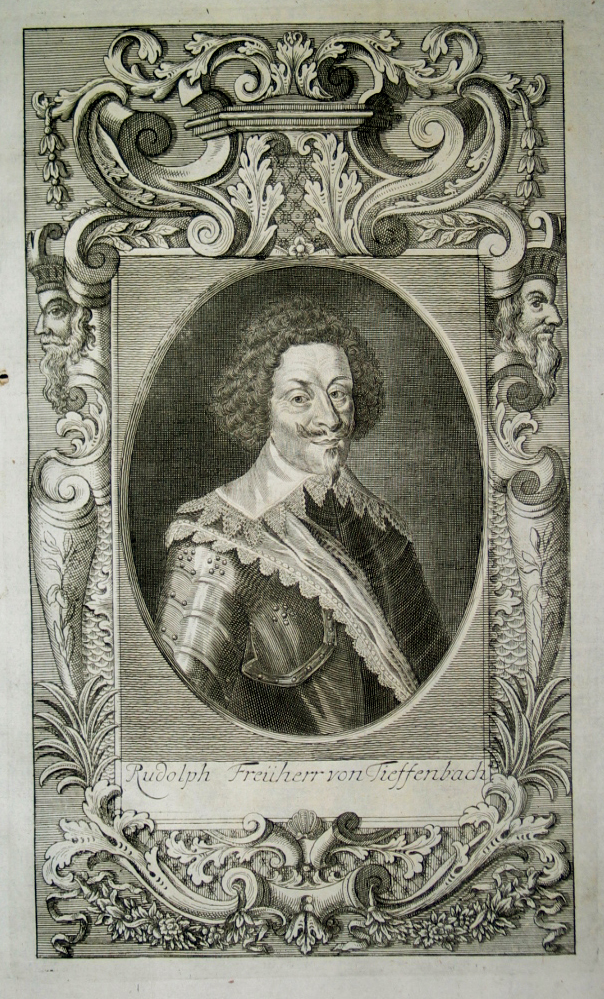
Rudolf von Tiefenbach (Teuffenbach)

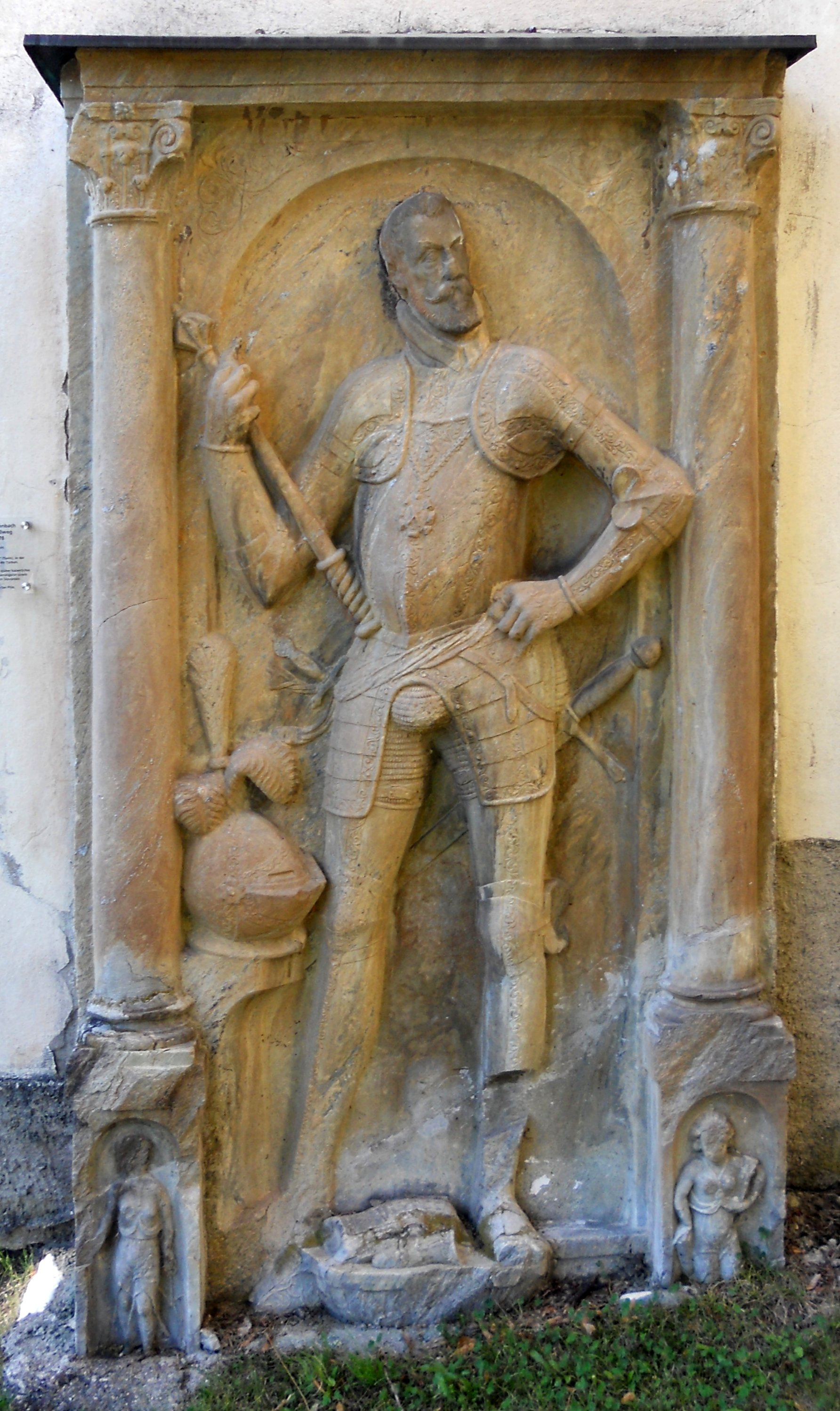
Kath. Pfarrkirche hl. Margareta mit ehem. Friedhof in Teufenbach, Grabstein des Franz Freiherr von Teuffenbach zu Tiefenbach und Maßweg (1516–1578)

Das Geschlecht erscheint urkundlich erstmals am 10. Jänner 1140 mit Perchtolt de Tuifenbach. Die Stammreihe beginnt mit dem Ritter Ernst von Teuffenbach, der urkundlich von 1287  bis 1322 auftritt. Der Stammsitz der Teuffenbacher war die Burg Alt-Teuffenbach in Teufenbach am Straßenknotenpunkt nach Wien, Salzburg und Venetien im Judenburger Kreis, der ehemaligen Verwaltungseinheit des historischen Herzogtums Steiermark in Innerösterreich (auch West-Obersteiermark). Die Teuffenbacher erbauten dort ihren Sitz, wegen der Nähe zu anderen einst mächtigen Adelsgeschlechtern wie von Katsch, Pur, Stein, Saurau, Schrattenberg und Welzer, die in der Umgebung ihre Sitze hatten.

#### Stammsitz Schloss Teuffenbach
Schloss Teuffenbach war bis Mitte des 17. Jahrhunderts gemeinsamer Besitz der Freiherren von Teuffenbach, wurde dann aufgeteilt in Alt- und Neu-Teuffenbach (1652). Letzterer Teil wurde zum Großteil veräußert von der Erbin Anna Sidonie von Teuffenbach aus dem zweiten (Georg’schen) Hauptstamm der Teuffenbach von Tiefenbach und Maßweg, die Ludwig Friedrich Graf Löwenstein ehelichte, und zwar an den entfernt verschwägerten Freiherrn Johann Jacob von Putterer, der sich später den gesamten Besitz zusicherte. Alt-Teuffenbach gehörte dagegen dem Freiherrn Karl von Teuffenbach, der es Georg Christian Grafen von Saurau übergab, welcher wiederum über die Schwester Barbara, Frau des Alban Freiherrn Saurau, mit den von Teuffenbach verschwägert war. Jene von Putterer und von Saurau übergaben Neu- und Alt-Teuffenbach schließlich weiteren Besitzern.

#### Weitere Besitzungen der Familie Teuffenbach
In der Steiermark besaß das Geschlecht des Weiteren Vaßhof bei Teuffenbach, Maßweg, die Güter Einöd bei Knittelfeld, Eppenstein, Farrach, Feistritz bei Schöder, Gustersheim, Hardt bei Kindberg, Landschach, Oberndorf, Offenburg, Reiffenstein, Sauerbrunn bei Pöls in Obersteier, Schallaun bei Pux, Schalleck und Stattenberg in Untersteier, Scheifling, Spielberg und Thann bei Knittelfeld.

#### Besitz in Kärnten, Ungarn, Mähren und Böhmen
Die Teuffenbacher waren Gutsbesitzer von Lichtengraben (Liechtengraben) im Ober-Lavanttal in Kärnten, Besitzer in Ungarn mit der Herrschaft Rokiczan sowie auch Eigentümer von Besitztümern in Mähren, darunter Schloss und Markt Dürnholz, die Dörfer Alt-Fröllersdorf, Fröllersdorf, Guldenfurt, Gutenfeld, Holmitz, Neudorf, Neusiedel, Prerau, Rosnitz, Urbow, die Herrschaften und Güter Eichhorn, Groß-Niemtschitz, Jamnitz, Jarmeritz, Ratibořitz, und Řican, das Städtchen Unter-Dannowitz sowie das Gut Domaschow. In Böhmen besaßen die Teuffenbacher die Herrschaften Kumburg, Aulibitz und das Gut Chotecz.

#### Besitz in Niederösterreich und Österreichischen Küstenland
Die Herren von Teuffenberg gehörten in Niederösterreich zum landständischen Adel, sie waren Eigner der Güter Dürnkrut, Ebenthal, Höflein, Zistersdorf sowie der Herrschaft Angern. Im historischen Gebiet Österreichisches Küstenland gehörte ihnen das Schloss Peuma bei Görz.

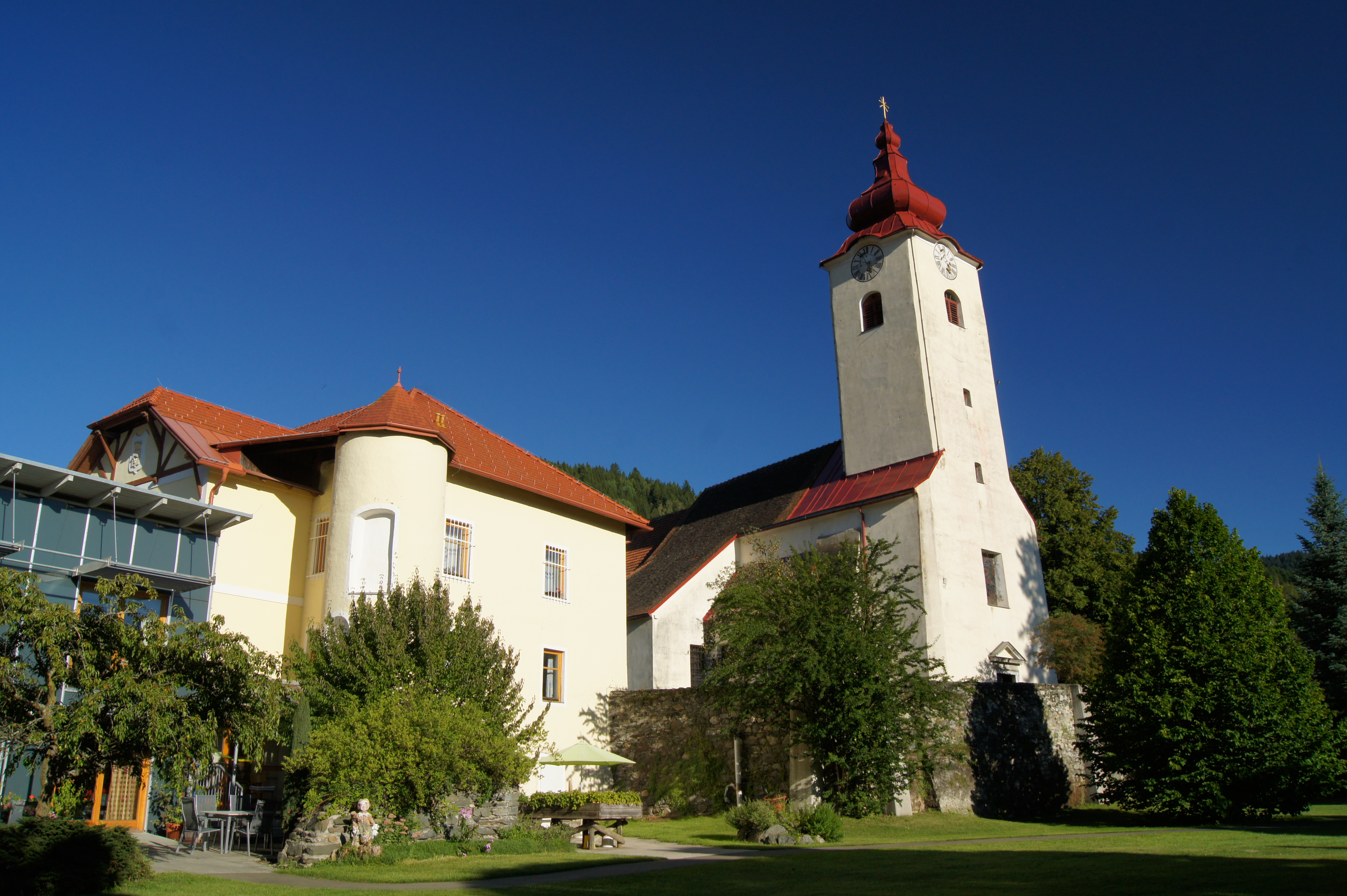
Ehemaliger Besitz der Teuffenbacher: Schloss Neu-Teuffenbach
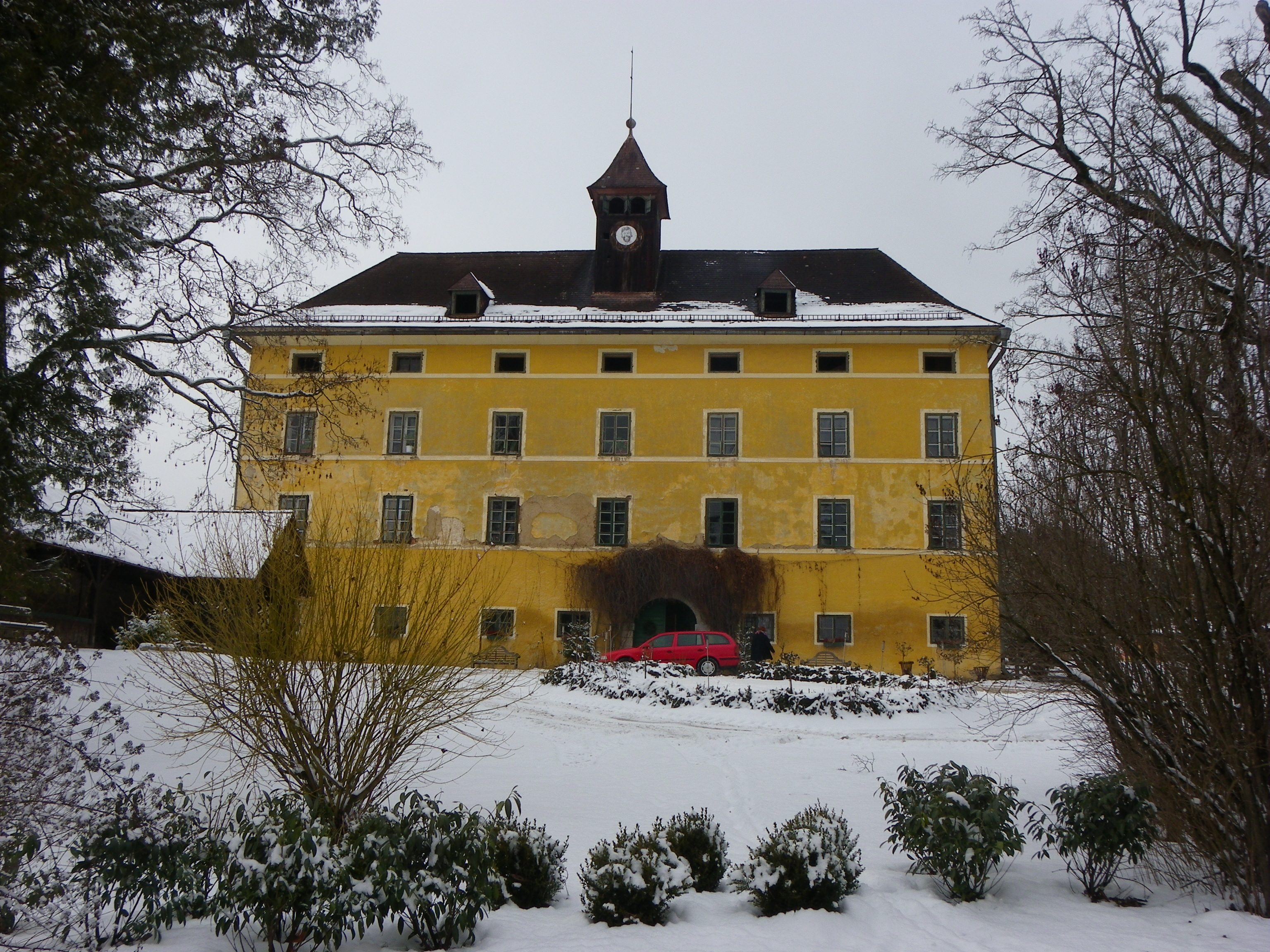
Schloss Lichtengraben in Bad St. Leonhard im Lavanttal: Besitz der Teuffenbacher

### Namensträger
- Rudolf von Teuffenbach, auch Tiefenbach (* 26. November 1582 in Graz; † 4. März 1653): Feldherr der Kaiserlichen Armee (HRR) der Habsburger, u. a. beim Dreißigjährigen Krieg
- Franz Freiherr von Teuffenbach zu Tiefenbach und Maßweg (* 1516; † 1578): Grabstein in der kath. Pfarrkirche hl. Margareta mit ehem. Friedhof in der Ortschaft Teufenbach (Teufenbach-Katsch), Österreich
- Alexandra von Teuffenbach (* 1971 in Padua): italienische katholische Theologin
- Ingeborg Capra-Teuffenbach (* 1. Oktober 1914 in Wolfsberg (Kärnten); † 16. September 1992 in Innsbruck (Tirol)): österreichische Schriftstellerin
- Johann von Teuffenbach (* vor 1585; † ?): Erbauer von Schloss Thannhausen (Steiermark) um 1585
- Barbara von Teuffenbach (* ?, † ?): Schwester von Rudolf von Teuffenbach, erbende Gattin der gesamten niederösterreichischen Besitzungen und des Schlosses ihres Ehegatten Johann Bernhard von Fünfkirchen

### Reformation
Die Herrscher des Habsburgerreiches blieben beim katholischen Glauben nach der Reformation, mussten aber ihren loyalen Dienern anfänglich konfessionelle Zugeständnisse machen, damit sie auf deren Waffenhilfe gegen äußere Feinde wie die Türken zählen konnten. Franz von Teuffenbach (1516–1578) war lutherisch, er nahm 1535 am Tunisfeldzug von Karl V. teil und erhielt einen Orden dafür. Im Januar 1555 wurde er nach Wien in den Landtag gewählt, und er stiftete zudem ein Armenspital.

### Gruft und Denksteine
Die Gruft des Geschlecht Teuffenbach befindet sich im Stammsitz Teuffenbach. Denksteine und Erinnerungszeichen der Familie liegen an anderen folgenden Orten wie etwa im Schloss Thann bei Groß-Lobming (Großlobming), in Oberndorf unweit der Station St. Lambrecht-Schauerfeld der Kronprinz Rudolphbahn, in der Königsberg’schen Gruft zu Sebenstein in Niederösterreich, auf dem Johanniskirchhof in Nürnberg, in der Barfüßerkirche (Franziskanerkloster Ulm), am alten Palais Saurau in Graz, am Tor des Schlosses Maßweg bei Knittelfeld, im Schloss Hollenegg bei Deutsch-Landsberg (Deutschlandsberg) in Mittelsteiermark, im Schloss Spielberg in Steiermark, in der Pfarrkirche zu Lind bei Knittelfeld, im Schloss Einöd zwischen Groß-Lobming und Weißkirchen, in der Stiftskirche von St. Lambrecht, im Schloss Lichtengraben (Liechtengraben) in Kärnten, in der Pfarrkirche zu St. Leonhard im Lavanttal, in jener zu St. Gertraud nächst Wolfsberg im Lavanthal (Frantschach-Sankt Gertraud), auf dem Stadtfriedhof in Triest, auf dem Friedhof zu Peuma bei Görz und im Schloss Feistritz bei Schöder nahe Murau.

## Wappen

### Wappen und Verwandtschaft der Teuffenbach-Mairhofen (erloschen) und Teuffenbach-Massweg
Die beiden Hauptstämme derer von Teuffenbach – erster Hauptstamm, Teuffenbach-Mairhofen (erloschen) und zweiter Hauptstamm, Teuffenbach-Massweg haben unterschiedliche Wappen. Dies führte früher zur Annahme, zwei ganz verschiedene Geschlechter darin zu interpretieren. Constant Wurzbach Ritter von Tannenberg widerspricht dem aufgrund von gemeinsamen Elementen im Rahmen der Wappengeschichte beider verwandten Linien.

### Wappen derer von Teuffenbach-Mairhofen

#### Stammwappen des ersten Hauptstammes
Blasonierung: Das Stammwappen zeigt den Schild in Rot, Silber, Schwarz gespalten; der gekrönte Helm zeigt einen offenen Adlerflug, die Flügel rot-silber-schwarz gespalten; die Helmdecken sind rechts Rot-Silber und links Schwarz-Silber.

#### Wappen von 1563
Blasonierung: Das Wappen von 1563 zeigt „den Schild geviert mit Mittelschild, welches das Stammwappen darstellt; die Felder 1 und 4 zeigen drei schwarze Wecken mit den Spitzen so zusammengestellt, dass sie eine schrägrechten Balken bilden und an den Ecken anstoßen, Felder 2 und 3 zeigen in Blau einen rechtgewendeten doppelgeschwänzten Gold gekrönten Löwen (Wappen derer von Seissenegg); zwei gekrönte Helme: der rechte zeigt rechts schwarz-silbernen und links rot-silbernen Helmdecken mit einem offenen Adlerflug, dessen rechter Flügel schwarz-silber-rot und der linke rot-silber-schwarz gespalten ist, der linke Helm mit rechts schwarz-silberne und links blau-goldene Helmdecken trägt einem offenen Adlerflug, dessen rechter Flügel wie Feld 1, der linke Flügel blau-Gold geteilt, in der Mitte der Löwe.“

### Wappen derer von Teuffenbach-Massweg

#### Freiherrenwappen
Blasonierung: Das freiherrliche Wappen gemäß Johann Siebmacher, hier beschrieben nach Baron Stadls Werk Ehrenspiegel des Herzogthums Steiermark, zeigt „einen der Breite nach fünfmal geteilten Schild, dessen erster, dritter und fünfter Teil weiß (oder silbern), der zweite und vierte schwarz, auf dem oberen Schildrand zwei gekrönte Turnierhelme; aus der Krone eines Helmes ein Mann wachsend, gleich demselben fünfmal silbern und schwarz gestreift, mit gespitztem Bart, auf dem Kopfe einen hohen silbern und schwarz gestreiften Hut, und der andere Helm ebenfalls mit einem fünfmal silbern und schwarz gestreiften Flug; die Helmdecken sind beiderseits schwarz mit Silber unterlegt.“
Blasonierung gemäß dem Steiermärkischen Wappenbuch von Johann Gottfried Herzenkraft (Ende 16. Jahrhundert): Das Wappen zeigt „in Silber zwei schwarze Balken; zwei Helme: der rechte Helm mit einem links sehenden Mannesrumpf mit schwarzem Schnurr- und Knebelbarte, sein Rock und der hohe altfränkische Turnierhut, an welchem vorne eine sich vorwärts überbeugende silberne Straussenfeder steckt, silber und mit je zwei schwarzen Balken belegt, der linke Helm mit einem die Sachsen rechtskehrenden geschlossenen silbernen mit zwei schwarzen Balken belegten Adlersflug; die Helmdecken sind schwarz-silbern.“

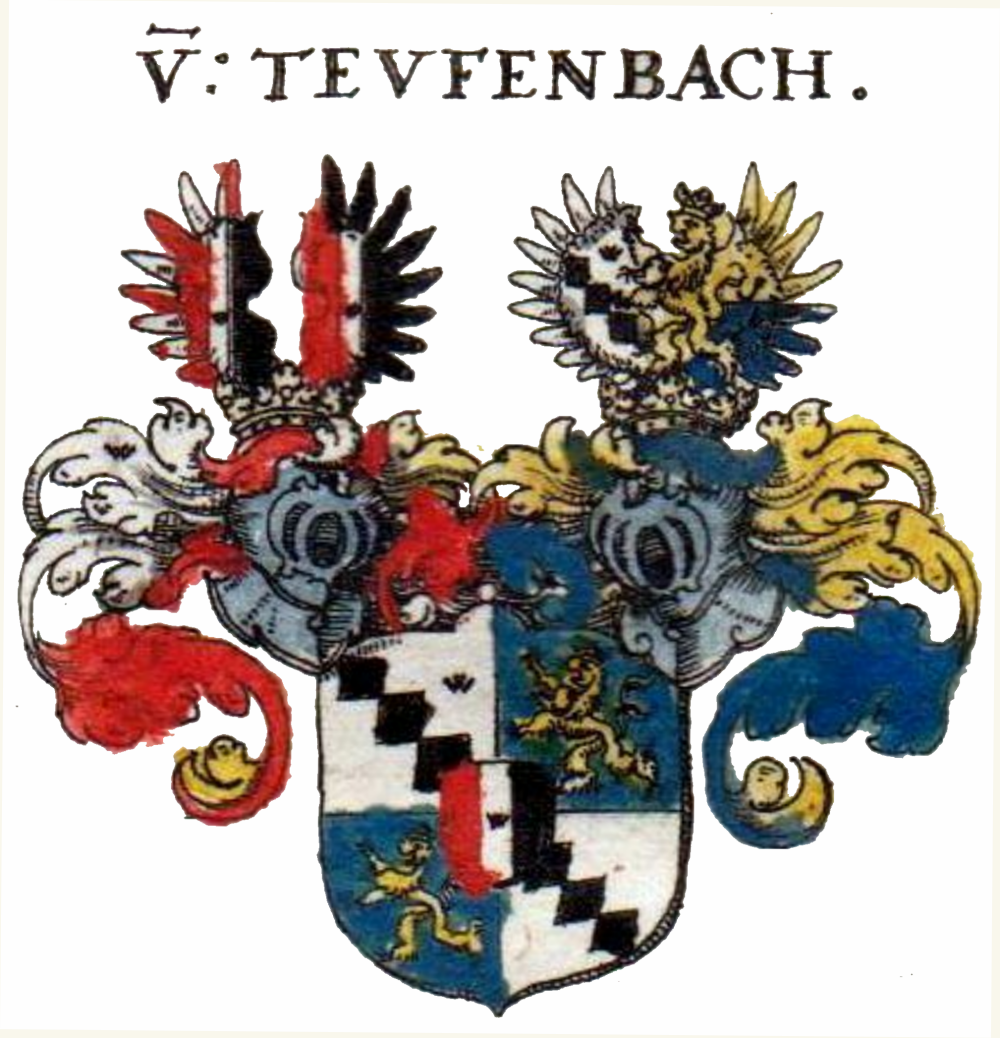
Wappen der Freiherren von Teuffenbach-Mairhofen (von 1563) (erster Stamm, erloschen) in Johann Siebmachers Wappenbuch von 1605, Tafel 22
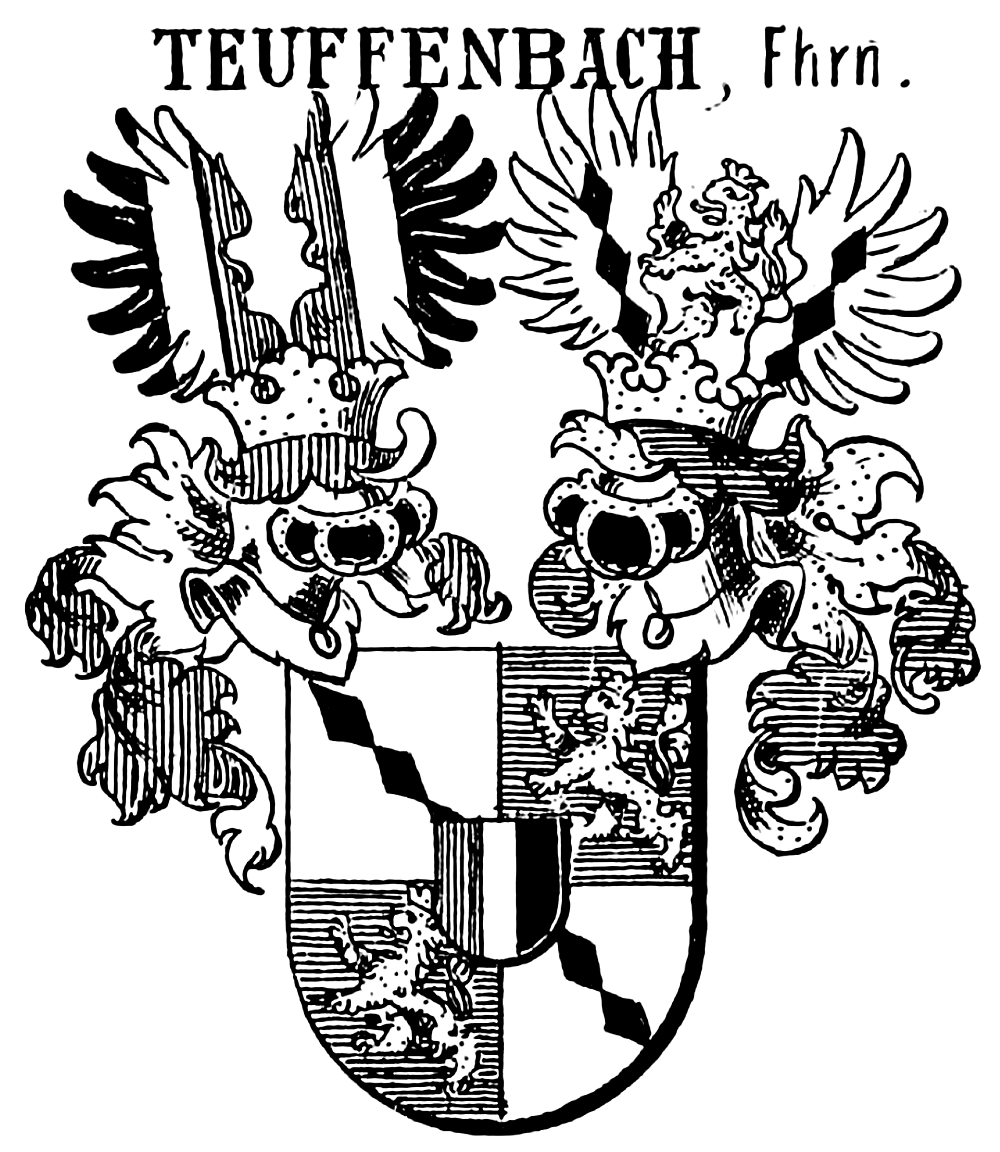
Wappen der Freiherren von Teuffenbach-Mairhofen in Johann Siebmachers Wappenbuch von 1899
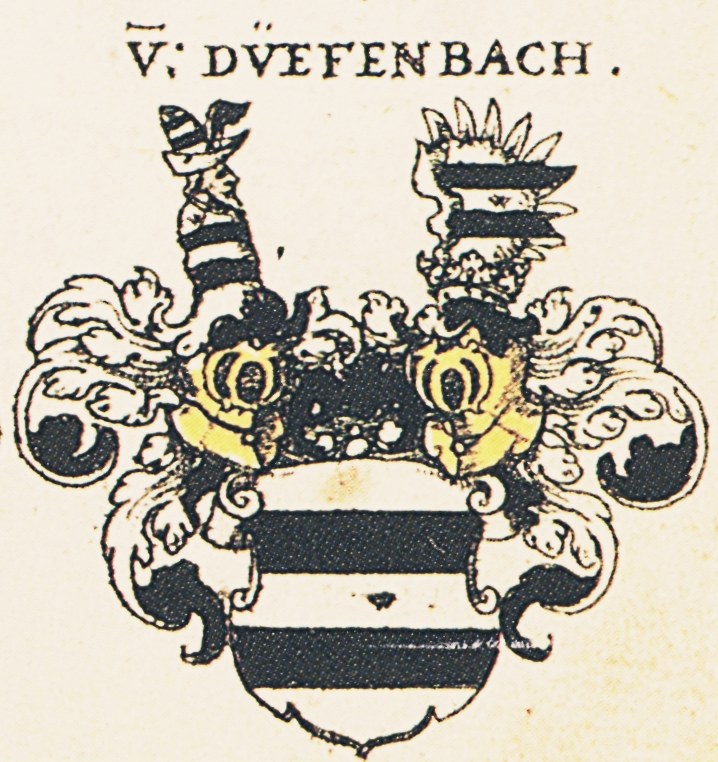
Wappen der Freiherren von Teuffenbach-Massweg (zweiter Stamm) in Johann Siebmachers Wappenbuch von 1605, Tafel 23
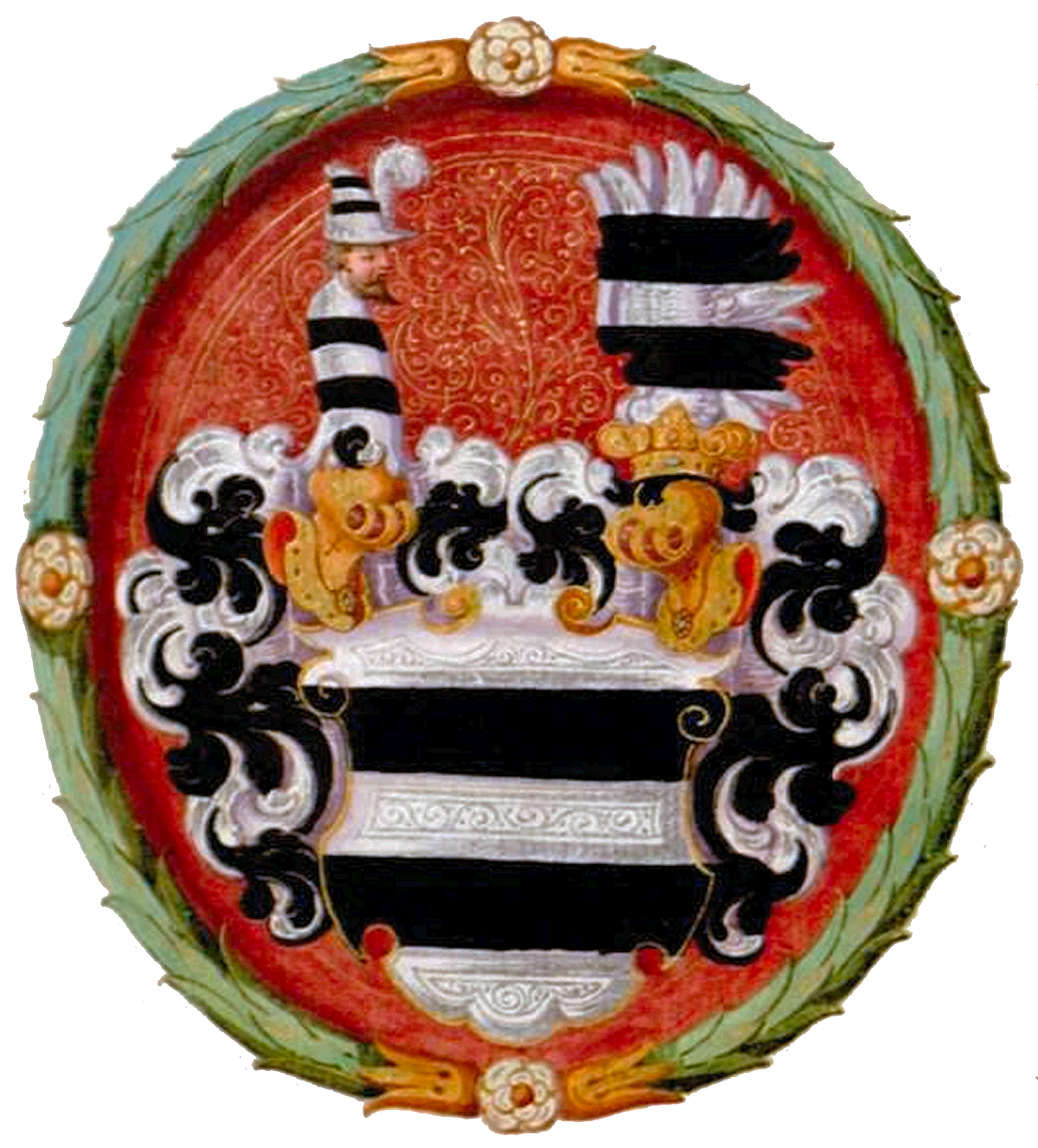
Wappen derer von Teuffenbach-Massweg von 1603 im Stammbuch der Familie Donauer